# 巢山古墳
巢山古墳（日语：／ Suyama Kofun）是位於日本奈良縣北葛城郡廣陵町大字三吉的一座前方後圓墳，推測建於古墳時代中期（4世紀末 - 5世紀初），馬見古墳群的構成墳之一，特別史跡，日本第23大古墳。

## 歷史
古墳位於奈良盆地西邊的馬見丘陵，為馬見古墳群的一部分，奈良縣、廣陵町和《My Pedia》指出古墳位於丘陵的中央，《日本歷史地名大系》和《角川日本地名大辭典》則主張是中央偏東，為古墳群中央部分的盟主墳，同時也是古墳群中規模最大的古墳，在其附近建有陵墓參考地新木山古墳。古墳推測建於古墳時代中期（4世紀末 - 5世紀初），大王墓開始從佐紀遷移至古市的時期，與津堂城山古墳幾乎是同一時期。明治年間時曾經遭到盜墓，後來在1927年4月8日獲指定為日本國史跡，1952年3月29日上調為特別史跡，1989年1月9日追加指定。其周濠由於是農業用蓄水池，水位變動和波浪等使到墳丘和外堤的末端遭到大幅削平，露出了埴輪，因此在1997年首先展開了測量調查，及後在2000年展開了發掘調查。

## 規模
古墳是一座前方後圓墳，朝向東北偏北方向，鋪有碎石組成的葺石，每隔約50厘米便有一列圓筒埴輪。古墳整體由周濠、外堤和周庭帯所包圍，左右兩邊的中間細部各建有長30米，寬13米的方形造出，墳丘為三層，後圓部分東西兩邊各有一處豎穴式石室，前方部分頂端建有長25米，寬16米，高兩米的方形祭壇，推測這裡原本有另外一處石室，推測建於古墳時代中期（4世紀末 - 5世紀初）。
不同文獻對於古墳規模的記載並不一致，在1997年的測量調查以前，古墳的墳丘全長約204米，後圓部分直徑約110米，高約18米，前方部分寬約94米，高約15米，《日本古墳大辭典》根據內務省在1927年出版的調查報告則指出後圓部分直徑是109米，高25米，前方部分高21米，其餘一致，而《日本歷史地名大系》和《角川日本地名大辭典》的數據均是前方部分高21米，後圓部分直徑103米，高25米，其餘一致，《大英百科全書》日本版則記載為全長約200米，《文化廳》的數據為全長約200米，前方部分高約18米，後圓部分高約21米。
與此同時，按《國指定史跡指南》記載，測量調查的結果則是全長210米，後圓部分直徑約110米，前方部分寬約96米。另一方面，奈良女子大學根據《前方後圓墳集成》得出的數據則是全長210米，後圓部分直徑是118米，高17米，前方部分寬94米，高15米。不過由於在2000年12月展開的調查中發現古墳基石的延伸至約8米外的地方，因此目前奈良縣和廣陵町均主張古墳全長約220米，後圓部分直徑約130米，高約19米，前方部分寬約112米，高約16.5米。
另外在2003年，出島狀遺址於古墳的前方部分西面中心部分至周濠一帶被發現，有兩層高約1.5米，鋪有葺石。基座部分長約16米，寬約12米，上層部分長約11.5米，寬約7米，西北部分與西南部分各有突出的地方，形似州濱，由於其與城之越遺跡的突出部分非常相似，因此可能將外堤湧泉視作神聖之物來，從而展現出由首長負責的水相關祭祀的情形。此外，配有形象埴輪，其埴輪排列跟寶塚1號墳相同。古墳的東面原有一座推測全長150米的前方後圓墳，名為大塚古墳，現在已經消失。

## 出土文物
古墳在明治年間曾經被盜墓，並且出土了大量文物，包括鍬形石4塊以上、車輪石3塊、石釧、滑石製大勾玉1塊、滑石製勾玉35塊、管玉63塊、棗玉3塊、滑石製刀子11個，由宮內廳書陵部保管。出島狀遺址則出土了蓋形埴輪7個、屋形埴輪7個、盾形埴輪3個、水鳥埴輪1個、圍牆埴輪4個和欄柵埴輪10個等等的形象埴輪。與此同時，周壕出土了疑似矢筒的木製品、長持形木棺的棺蓋木材和準構造船的側板。
2006年2月22日，廣陵町教育委員會公佈古墳出土了用於葬禮的棺木蓋和船形木製品，指出這是古人將棺木放在船形木製品上拖行至古墳之用。按《隋書》列傳第四十六東夷記載：「貴人在外舉殯三年，庶人擇日埋葬。埋葬時將屍體放在船上或小輿，然後於陸地上拖行。」（貴人三年殯於外，庶人卜日而瘞。及葬，置屍船上，陸地牽之，或以小輿。），《古事記》則稱為喪船。其中，棺木蓋長約2.1米，寬78厘米，形狀如蒲鉾，船形木製品則長約3.7米，高45厘米的木板，形似船首或船尾。兩者都刻有紋樣和殘留了硃砂，並且斷開兩截。推測木棺原本長約4米，船形木製品則是約8米。另外也有疑似模擬作船帆的三角形木板和木材等等。

## 外部連結
- 巣山古墳出土の準構造船 （页面存档备份，存于）